# Sveti Đurđ
Sveti Đurđ  è un comune della Croazia di 4 174 abitanti della regione di Varaždin.